# Vranovo
Vranovo (en serbe cyrillique : Враново) est une localité de Serbie située sur le territoire de la Ville de Smederevo, district de Podunavlje. Au recensement de 2011, elle comptait 2 685 habitants.
Vranovo, officiellement classé parmi les villages de Serbie, est situé sur les bords de la Ralja.

## Démographie

### Évolution historique de la population
| 1948  | 1953  | 1961  | 1971  | 1981  | 1991  | 2002  | 2011  |
| ----- | ----- | ----- | ----- | ----- | ----- | ----- | ----- |
| 1 789 | 1 931 | 2 155 | 2 404 | 2 811 | 2 888 | 2 682 | 2 685 |

|  |